# Pandatària
Pandatària (en llatí: Pandataria en grec antic: Πανδαταρία), actualment Ventotene, és una petita illa de la mar Tirrena al golf de Gaeta situada davant de la desembocadura del Vulturnus, tal com diuen Plini el Vell, Pomponi Mela i Claudi Ptolemeu. És d'origen volcànic i es troba a mig camí entre l'illa de Ponça (antigament Pòntia) i la de Ischia (antigament Aenaria). Estrabó explica que està situada a 250 estadis del continent. Varró parla de l'illa i diu que era freqüentada, i també les illes veïnes de Pontia i Palmaria, per estols de guatlles i tórtores en les seves migracions anuals.
Es va utilitzar com a lloc de confinament de presoners polítics, com també l'illa de Ponça. Entre les persones més famoses que van ser desterrades allà hi ha Júlia, la filla d'August, Agripina Major la viuda de Germànic, i Clàudia Octàvia, la primera dona de Neró. Les dues darreres van ser assassinades a l'illa.
Al costat es troba la petita illa deshabitada de Santo Stefano (antiga Partenope i després Palmosa).